# Улица Толбухина (Москва)
У́лица Толбу́хина — улица в Москве, на территории района Можайский Западного административного округа. Нумерация домов начинается от Можайского шоссе.
Улица была одной из основных в посёлке Большая Сетунь, включённом в состав города Кунцево в 1925 году, а затем в состав Москвы в августе 1960 года. Фасадная часть улицы застроена преимущественно кирпичными домами 1950-х годов постройки. На улице располагаются ДК «Сетунь» и спортивный комплекс «Сетунь», а также так называемая «дача Толбухина».
С 2018 года улица Толбухина входит в состав новой автомагистрали — Северо-Западной хорды.

## Происхождение названия

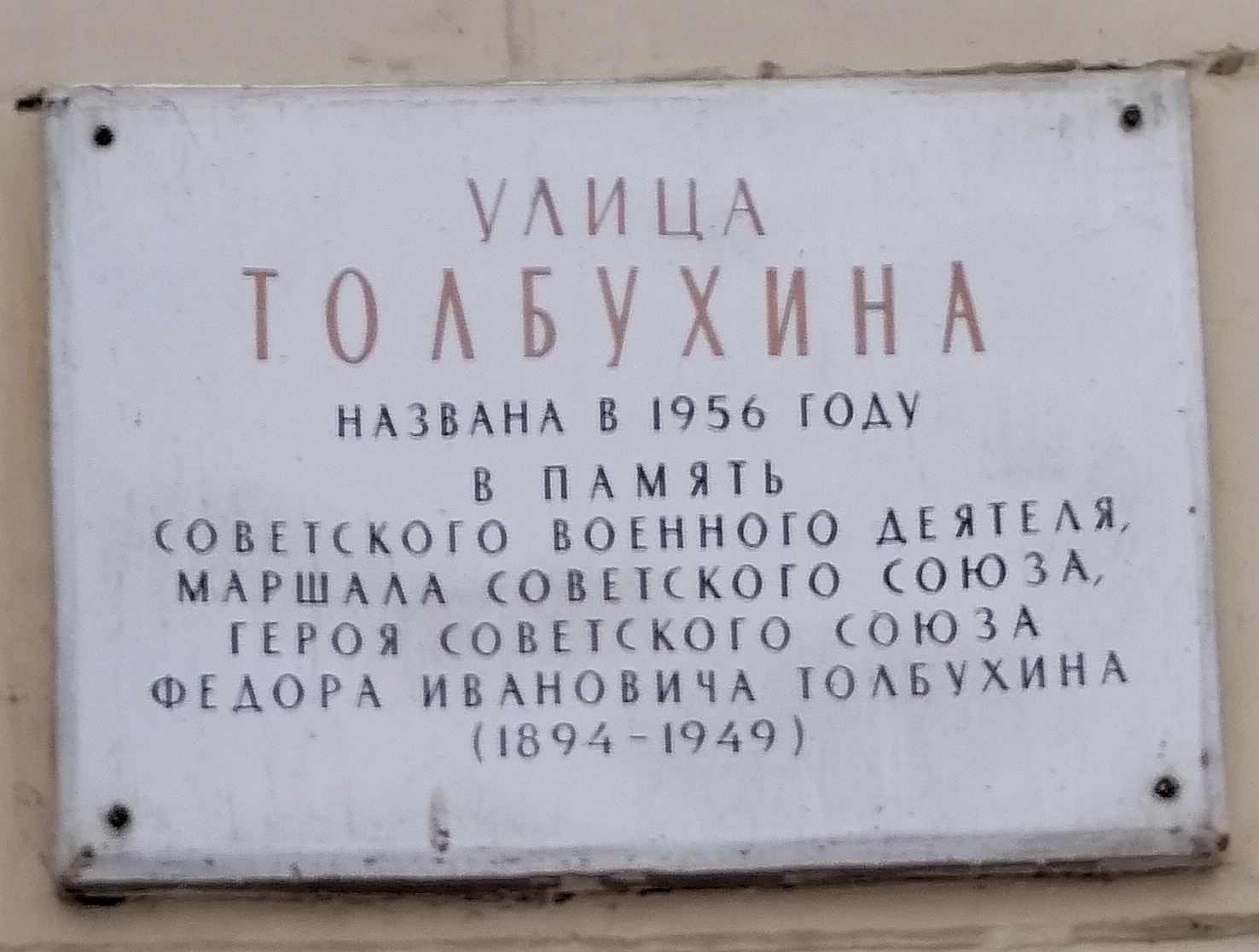

После Великой Отечественной войны двухэтажный особняк в селе Большая Сетунь рядом с городом Кунцево (ныне расположенный по адресу улица Толбухина, 3) был подарен маршалу Толбухину. Улица в составе города Кунцево, на которой располагается здание, в 1956 году в честь Героя Советского Союза, маршала Советского Союза Ф. И. Толбухина (1894—1949) получила его имя. После включения города Кунцево в состав Москвы в августе 1960 года улица сохранила своё название.

## История
Нынешняя улица располагается в районе бывшего села Большая Сетунь, в 1925 году вошедшего в состав города Кунцево.
Ещё в 1930-е годы в посёлке Сетунь был построен квартал трёх- и четырёхэтажных домов. Их можно видеть и сейчас в квартале между улицей Толбухина и улицей Говорова. Фасадная часть улицы была застроена в 1950-х годах монументальными сталинскими домами. Частная застройка у выхода улицы на Можайское шоссе была снесена в конце 1960-х годов при спрямлении и расширении шоссе. В начале 1970-х был открыт кинотеатр «Минск».
В 1932 году была открыта железнодорожная платформа «Сетунь» на Смоленском направлении Московской железной дороги.
В 1933 году был основан Всесоюзный Институт лёгких сплавов (ВИЛС, ныне Всеросийский Институт лёгких сплавов), расположившийся на обширной территории к северу от платформы Сетунь, вдоль улицы Горбунова.
В 1946 году был открыт завод «Электрощит» (на современной улице Горбунова).
В 1956 году улица получила своё современное имя в честь маршала Толбухина.
В 1960 году территория города Кунцево вошла в состав Москвы.
С 1991 года улица располагается на территории муниципального округа «Можайский»

## Расположение
Улица проходит в направлении с юга на север, соединяя Можайское шоссе с платформой Сетунь (Смоленского направления Московской железной дороги) на Барвихинской улице. С востока под прямым углом к улице примыкает Запорожская улица, с запада — проезд Толбухина.

## Здания и сооружения
Фасадная часть улицы застроена преимущественно кирпичными домами 1950-х годов постройки.
- По нечётной стороне:
  - дом 3 — так называемая «дача Толбухина» — двухэтажный особняк, подаренный Ф. И. Толбухину после войны.[источник не указан 1582 дня] Позже здесь располагался медико-восстановительный центр ВИЛС. Впоследствии особняк занимала фирма «Ательер де Пале», которая занималась продажей предметов декора. Многочисленные скульптуры были выставлены в парке на территории особняка[7]. Ранее рядом также находился роддом. Сейчас особняк пустует, состояние его и прилегающей территории удручающее.
  - дом 3, корп. 2 — жилой комплекс «Согласие»
  - дом 5, корп. 1; 7, корп. 1; 9, корп. 1 — сталинские дома, выходящие фасадом на улицу. Во дворе дома 9К1 располагается фонтан, восстановленный в 2005 году
  - дом 7, корп. 2 — детский сад № 2573. Построен в 2007 году. Ранее на этом месте располагался старый детский сад 1930-х годов постройки, пустовавший и разрушавшийся с конца 1990-х
  - дом 7, корп. 3 — средняя школа № 800[8]
  - дома 11, корп. 1; 13, корп. 1 — полукруглые в плане жилые дома, построенные в 1932 году. Существует легенда, что два полукруглых дома были построены как часть «серпа и молота». Если посмотреть на спутниковую карту, то в очертании этих домов, действительно, можно увидеть серп. От постройки молота отказались, вовремя сообразив, что рядом располагается Всесоюзный институт лёгких сплавов, а этот серп и молот стал бы слишком хорошим ориентиром для вражеских самолётов. Несколько лет назад один из полукруглых домов (дом 11, к1) был капитально реконструирован. Дом 13, корпус 1 был снесён, а на его месте построена многоэтажка, в целом сохранившая полукруглую форму
  - дом 11, корп. 2 — жилой комплекс «Западное созвездие»
  - дом 13, корп. 2 — бывшее общежитие Всероссийского института лёгких сплавов. Образует «ручку» серпа, составленного домами дома 11, корп. 1 и 13, корп. 1. Относится к улице Толбухина, хотя территориально расположен на улице Говорова
- По чётной стороне:
  - дома 4, 6, 8 — жилые дома
  - дом 10, корп. 1 — дом культуры «Сетунь»
  - дом 10, корп. 3 — спортивный комплекс «Сетунь», бассейн «Сетунь»
  - дом 10, корп. 4 — дворец спорта «Крылья Советов»
  - дом 12 (со всеми корпусами) — жилые дома
  - дом 14 — детская поликлиника № 30

## Транспорт

### Автобус
Ещё в 1930-е годы из посёлка Сетунь через Кунцево в Москву был проложен автобусный маршрут. В 1963 году маршрут имел № 45 и проходил от платформы Сетунь по улице Толбухина, Можайскому шоссе, Кутузовскому проспекту до Киевского вокзала. В начале 1990-х годов маршрут автобуса был укорочен до станции метро «Кунцевская».
В настоящее время по улице проходят автобусы:
| е24:  | Беловежская улица • Сетунь • Молодёжная • Мнёвники • Октябрьское Поле • Петровско-Разумовская • Петровско-Разумовская |
| с289: | 66-й квартал Кунцева • Сетунь • Витебская улица                                                                       |
| 295:  | 66-й квартал Кунцева • Сетунь • Аминьевская • Матвеевская • Матвеевское                                               |

«→» — остановки проходятся только при движении в прямом направлении; «←» — остановки проходятся только при движении в обратном направлении.

Остальные маршруты автобусов по улице Толбухина остановок не имеют и проходят от станции Сетунь для проезда на Запорожскую улицу (только в сторону улицы Кубинка).

### Железнодорожный транспорт
- Станция «Сетунь» МЦД-1

## Северо-Западная хорда
Северо-Западная хорда — автомобильная дорога в Москве. Строится вместо Четвёртого транспортного кольца, от которого было решено отказаться в силу его крайней дороговизны. Насчитывает в себе 5 участков, которые проектируются и строятся отдельно друг от друга.
Улица Толбухина войдёт в состав 4 (южного) участка Северо-Западной хорды.
Согласно проекту организация движения по улице Толбухина проходит по следующей схеме:
- три полосы движения в направлении от Запорожской улицы в сторону Можайского шоссе;
- одна полоса движения в направлении от Можайского шоссе в сторону Запорожской улицы.

То есть всего на улице четыре полосы для движения автотранспорта.
Транспортный поток в обратном направлении будет перенаправлен на улицу Кубинка.
В ходе публичных слушаний по прохождению Северо-Западной хорды жителями было озвучено множество претензий и замечаний. В итоге проект магистрали по улицам Кубинка, Толбухина, Витебская и Вяземская подкорректировали, снизив количество полос с четырёх до трех.